# Melvin Konner
Melvin Joel Konner (né en 1946) est un anthropologue américain, titulaire de la chaire Samuel Candler Dobbs d'anthropologie, de neurosciences et de biologie comportementale à l'Université Emory.

## Biographie
Il étudie au Brooklyn College, CUNY (1966), où il rencontre Marjorie Shostak, qu'il épouse plus tard et avec qui il a trois enfants. Il est également titulaire d'un doctorat de l'Université de Harvard (1973) et d'un doctorat en médecine de la Harvard Medical School (1985),.
À partir de 1985 , il contribue au développement du concept de régime paléolithique et de son impact sur la santé, publiant avec Stanley Boyd Eaton, et plus tard aussi avec sa femme Marjorie Shostak et avec Loren Cordain (en).
Élevé dans une famille juive orthodoxe, Konner déclare qu'il a perdu la foi à 17 ans.